# Абхазы
Абхазы (абх. аԥсуаа, а́псуа) — один из автохтонных народов Кавказа, проживающий в основном в Турции и Абхазии, спорном регионе на северо-восточном побережье Чёрного моря.
По переписи 1989 г., в Грузинской ССР проживало 95,9 тыс. абхазов, в том числе в Абхазской АССР — 93,3 тыс., В Советском Союзе в целом — 105 тыс. человек. Согласно переписи самопровозглашённой Абхазской Республики в 2003 г., в Абхазии проживало 94,5 тысячи абхазов.
Самая крупная абхазская диаспора имеется в Турции, истоки которой лежат в переселении населения с Кавказа в конце XIX века. Многие абхазы также живут в других частях бывшего Советского Союза, особенно в России и Украине.
Говорят на абхазском языке, большинство владеет русским и турецким как родным.

## Этноним
Этноним «абхазы» вошёл в русский язык из грузинского наименования древнего племени абазгов, одного из раннеабхазских племён, населявших территорию современной Абхазии со II века н. э.
В научной литературе абхазов и их этнографические группы разные народы называли по-разному: убыхи абхазов называли адзиге, басхиг или же басхия; шапсуги — азега и абаза; адыгейцы — адзыяа; кабардинцы — айбга, мудави (мдаюаа, мдаюеиаа); карачаевцы — ахчипсы; грузины — абхазы, апхазы; мегрелы — апхаза; сваны — мипхаз; армяне — абхазк, абаза; русские — обезы, абхазы; турки и арабы — абаза и т. д. В то же время апсуа (абхазы), говоря на других языках, себя называют «абаза», абхазы», «черкесы». 
По мнению Ш. Д. Инал-ипа, абхазское самоназвание апсуа означает «люди воды», «люди страны вод».

## История

### Этногенез
По этногенезу абхазов, как писал Инал-Ипа, существует несколько точек зрения: южная (малоазийская), северная (северокавказская) и местная (автохтонная).
Согласно другим изданиям, в этногенезе абхазского народа можно выделить три подхода: автохтонный, миграционный и взаимодействие двух вышеназванных.
К сторонникам автохтонной версии относились А. В. Фадеев, Л. И. Лавров и другие. Последний выдвинул «киммерийскую» гипотезу происхождения абхазо-адыгских народов, в соответствии с которой в доскифское время их предки входили в киммерийский союз племён (ахеи, зихи, гениохи и т. д.) и занимали территорию Северо-Западного Кавказа. Л. Лавров считал, что не все киммерийцы были вытеснены скифами, что часть из них, включая ахеев, зихов, продолжала обитать на Западном Кавказе. Он писал: «Так как эти племена являются несомненными предками нынешних абхазов, абазин, адыгейцев и кабардинцев, то эти последние четыре народа имеют основания выводить своё происхождение от восточной части киммерийских племён». Эта гипотеза позднее была поддержана Н. Л. Членовым и С. Х. Хотко.
Концепция автохтонности развивалась в 1970—1980-х годах в работах Инал-Ипа. Согласно его точке зрения, ещё по крайней мере в III веке до н. э. абхазо-адыгский этнокультурный массив сплошной полосой занимал всё восточное побережье Чёрного моря.
Миграционная концепция включает несколько версий происхождения абхазов. Согласно эфиопо-египетской гипотезе, древние колхи с абхазами переселились на Кавказ из северо-восточной Африки. По другой версии, абхазы — выходцы с Северного Кавказа, но поскольку эти точки зрения не соответствуют археологическим и письменным источникам, то они были подвергнуты критике. Какое-то время к этой версии склонялся академик И. А. Джавахишвили (но в целом он и С. Н. Джанашиа были сторонниками того, что продвижение как абхазо-адыгских, так и грузинских племён шло с юга на север). Ещё одна гипотеза заключается в том, что предки абхазов вышли из Малой Азии и непосредственно примыкающего к ней района юго-западного Кавказа.
Согласно смешанной концепции З. В. Анчабадзе, основывающейся на археологических выводах Л. Н. Соловьёва, в результате взаимодействия местного автохтонного кавказского субстрата и пришлого, мигрировавшего сюда малоазийского суперстрата, примерно в III веке сложилось ядро абхазского этноса.

## Генетика
В работе Олега Балановского и др. 2011 года распределение гаплогрупп у абхазов было следующим: гаплогруппа G — 56,9 %, J2 — 13,8 %, R1b — 12,1 %, R1a — 10,3 %.

## Язык
Абхазский язык относится к абхазо-адыгской языковой семье. Он родственен таким языкам, как кабардино-черкесский и адыгейский. 
Его звуковой состав отличается большим количеством согласных фонем: в литературном языке — 58, в абжуйском диалекте — 60, в бзыбском диалекте — 67. Это объясняется тем, что многие согласные имеют палатализованные и лабиализованные соответствия, например: қ — қь — қә [k — kʲ — kʷ]. 
Число носителей — около 125 000 чел.

## Этнографические группы
Абхазский народ издревле подразделяется на ряд этно-территориальных групп, различающихся особенностями языка и культуры, а также локальным самосознанием.
- Абжуйцы проживают между реками Кодор и Охурей. Составляют большую часть населения Очамчирского района. Встречаются и среди абхазской диаспоры в Турции.
- Аибга — до мухаджирства населяли верховья ныне пограничной реки Псоу. В настоящее время живут в Турции.
- Ахчипсы — до 1864 года жили в верховьях реки Мзымта в районе современного курорта Красная Поляна. В настоящее время компактно расселены в 17 селениях на северо-западе Турции.
- Бзыпцы — проживают между Гагрой и рекой Шицкуара. Основное население Гудаутского района Абхазии. Многочисленны также среди абхазской диаспоры в Турции.
- Члоуцы — до 1864 года составляли меньшинство в населении, проживавшем ранее между реками Кодор и Охурей. Встречаются и среди абхазской диаспоры в Турции.
- Джгердинцы — до 1864 года составляли меньшинство в населении, проживавшем ранее между реками Кодор и Охурей. Встречаются и среди абхазской диаспоры в Турции.
- Гумцы — коренное население Центральной Абхазии. До 1877 года проживали между реками Щицкуара и Кодор. Почти полностью были выселены в Турцию, где живут и поныне. В Абхазии остались отдельные малочисленные группы.
- Псхувцы — до 1864 года проживали в верхнем течении реки Бзып (Бзыбь). В настоящее время живут в Турции.
- Садзы — в настоящее время проживают на территории Турции, а также в Аджарии. До мухаджирства населяли Западную Абхазию, территорию между рекой Сочи и Гагрой;
- Самурзаканцы — коренное население исторического Самурзакана.
- Цабальцы — до мухаджирства проживали в среднем и верхнем течении реки Кодор. Полностью выселены в Турцию, где компактно расселены в 17 селениях.
- Дальцы — до мухаджирства проживали в среднем и верхнем течении реки Кодор. Полностью выселены в Турцию.
- Цвыджи компактно расселены в трёх сёлах в Турции. До 1864 года проживали на Кавказе, в среднем течении реки Мзымта и по её правому притоку Чвежипсе. Говорят на садзском диалекте, однако садзами себя не считают.

## Общество
В дореволюционном абхазском обществе присутствовали следующие сословия: знать, дворянство, крестьяне (земледельческое население) и пастухи. При утверждении российской власти на Кавказе абхазы образовали вотчинное владение династии Чачба, княжеских фамилий.
К началу XX век различия между западными (бзыбскими, или гудаутскими) и восточными (абжуйскими, или очамчирскими) абхазами стёрлись. Сохранили значение экзогамные фамильно-родственные объединения (абипара). В 1980-е годы образовалось этнополитическое движение, в 1989 возник Народный фронт «Айдгылара».

### Абхазские негры
Окрестности села Адзюбжа являются местом проживания особой этно-расовой группы — абхазских негров. Нет точных сведений о том, как и когда африканцы попали в Абхазию. Вероятно, они были куплены и ввезены для работ на мандариновых плантациях, однако известно, что уже в XIX веке все они говорили только по-абхазски и считали себя абхазами. В настоящее время большая часть адзюбжинских негров сильно метисирована, многие покинули родные места, осев в других частях Абхазии и за её пределами.

## Культура
Традиционная культура абхазов типична для народов Кавказа. В традиционном искусстве развиты ковроделие, плетение узорных поясов, вышивка (в том числе золотыми и серебряными нитями), гравировка и инкрустация по металлу, резьба и инкрустация по дереву и другие отрасли.

### Традиционная одежда
Обязательным элементом одежды благородных (аристократических) абхазских мужчин было холодное оружие.
Бешмет подпоясывался так называемым сабельным опоясьем, то есть кожаным поясом, украшенным медными и серебряными бляшками, к которому прикреплялся кинжал и сабля.
Абхазы носили кинжалы типов кама и бебут, которые, ко всему прочему, имели функции оберега и использовались для исполнения разных обычаев и ритуалов.
Из сабель, в зависимости от состоятельности владельца, предпочиталась сабля мамлюкского типа, килич либо гаддарэ.
Элементом одежды всадника считался даже лук с колчаном для стрел.
Абхазы всегда при себе имели небольшой нож, который мог использоваться в бытовых целях, для забития коз и коров, разделки мяса (абхазы не рубили тушу животного, а расчленяли её по суставам на 64 годных к употреблению «доли мяса», каждая доля имеет собственное название, и ей приписывается строго определённый «статус» при угощении гостей), изготовления ручек для топоров, вил и кос и других хозяйственных дел как дома, так и в горах.

### Фольклор
Музыкальный фольклор близок к адыгскому и грузинскому. Характерны нартский эпос, исторические и героические песни, песни-плачи о героях; трудовые песни, связанные с земледельческим, скотоводческим и охотничьим бытом; обрядовые песни (в том числе вызывания дождя дзиуоу и ацунух; сопровождающие обряд «вылавливания» души утонувшего азар); врачевательные, в том числе исполнявшиеся у постели раненого; песни-обращения к владыке; бытовые песни и пляски.
Преобладающая форма многоголосия — двухголосие бурдонного типа; типично пение хором с солирующим голосом. Ладовая основа — диатоника.
Специфическая особенность песен абхазов — большое количество асемантических слов и междометий.
Музыкальные инструменты: смычковый (апхьарца), щипковый (ачамгур), арфовидный (аюмаа), цитровидный (хымаа), флейта (ачарпан), труба (абык), трещотка (аинкьяга), барабан (адаул).

## Абхазы в филателии
В 1933 году в СССР была выпущена этнографическая серия почтовых марок «Народы СССР». Несколько марок посвящены народам Кавказа, в том числе и одна — абхазам. В 2001 году Почта Абхазии выпустила почтовую марку с изображением кардиохирурга А. Куджба.